# Palau-de-Cerdagne
Palau-de-Cerdagne (katalanisch Palau de Cerdanya) ist eine französische Gemeinde mit 408 Einwohnern (Stand 1. Januar 2022) im Département Pyrénées-Orientales in der Region Okzitanien. Sie gehört zum Arrondissement Prades und zum Kanton Les Pyrénées catalanes.

## Nachbargemeinden
Nachbargemeinden von Palau-de-Cerdagne sind Bourg-Madame im Norden, Osséja im Osten, Valcebollère im Südosten, Toses (Spanien) im Süden, Alp im Südwesten und Puigcerdà (Spanien) im Westen.

## Bevölkerungsentwicklung
| Jahr      | 1962 | 1968 | 1975 | 1982 | 1990 | 1999 | 2013 |
| Einwohner | 149  | 177  | 237  | 285  | 275  | 424  | 427  |

## Sehenswürdigkeiten
- Romanische Kirche Sainte-Marie